# 康泰旅行社

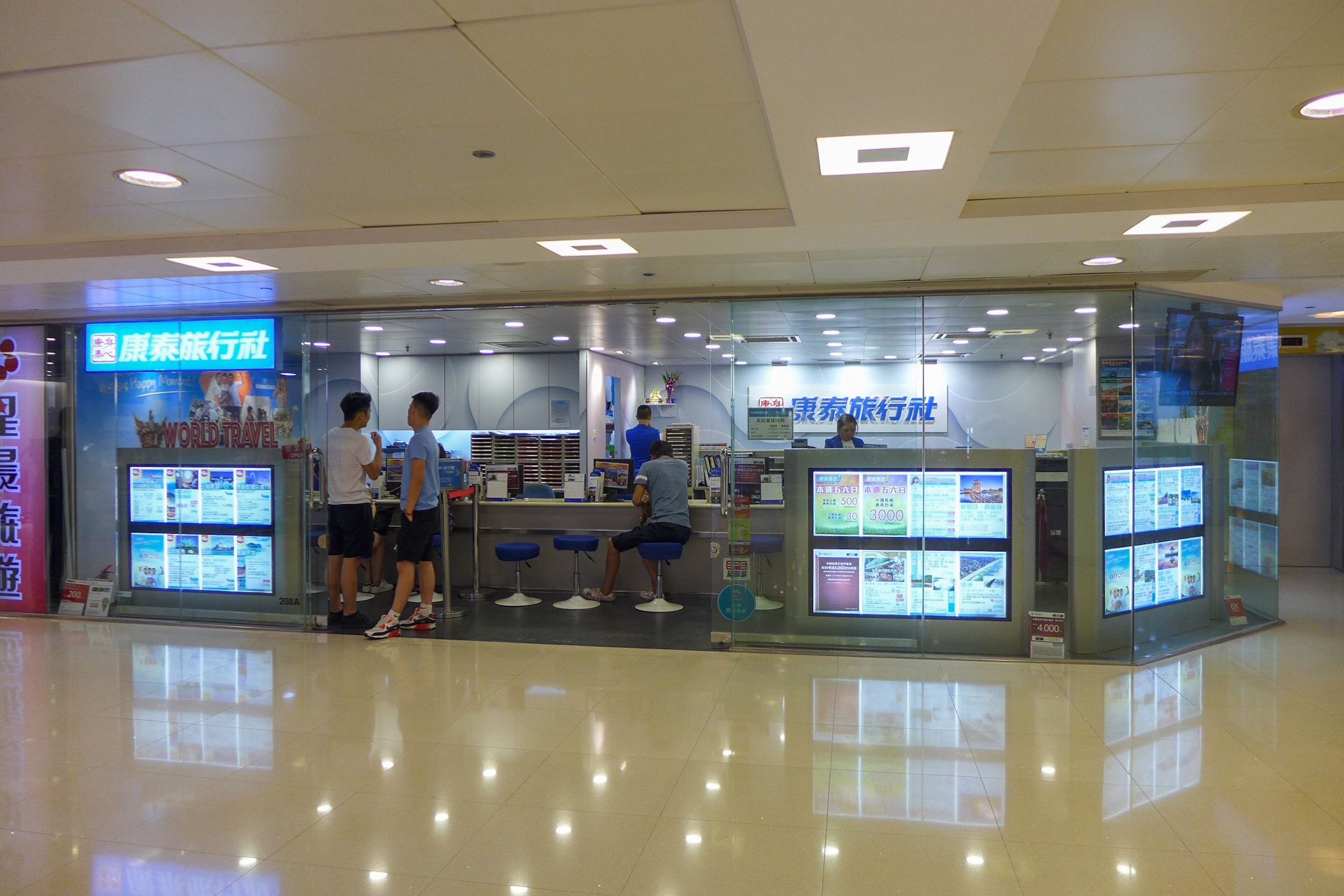
將軍澳東港城分行

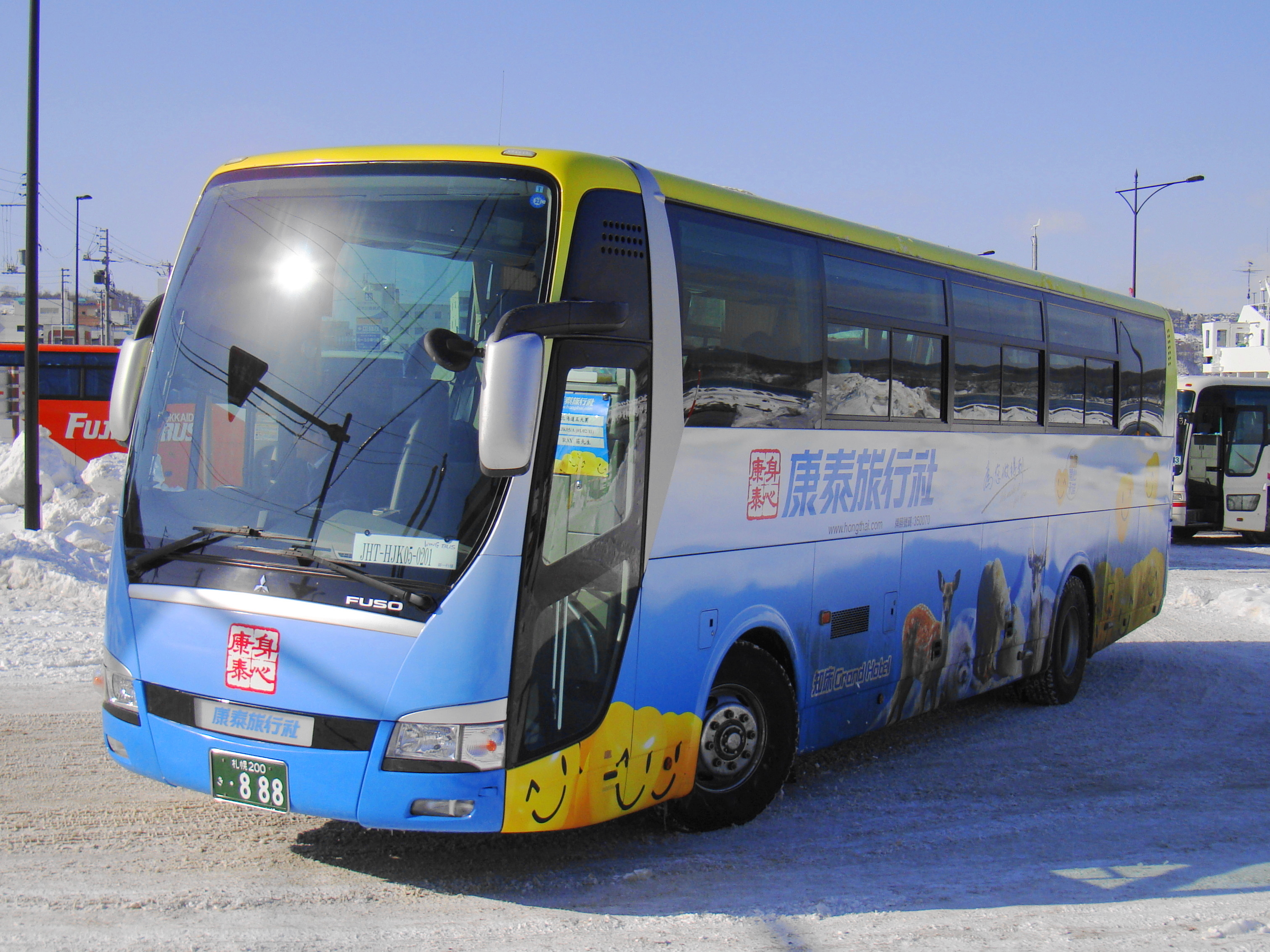
康泰旅行社専用巴士（日本、北海道）

康泰旅行社（英語：Hong Thai Travel；香港旅行社牌照號碼：350070），是香港历史最悠久、规模最大的旅行社之一，於1966年創辦，當時有1,100名員工及30多間分社，除香港外，也在澳門、廣東省、美國、加拿大、新加坡、泰國及台灣設有分社。康泰旅行社於2011年被海航集团收購，2019年因海航財政困難進行重組，易手于中国大陆旅游服务营运商凯撒旅业。2022年10月28日，康泰旅行社的內地母公司凱撒旅遊集團發佈公告，表示康泰旅行社資不抵債，正式啟動自動清盤程序。

## 歷史
康泰旅行社由黃士心父親黃明銓（黃埔軍校16期畢業，曾參與徐蚌會戰，1949年流亡澳門，隨後再轉赴香港）於1966年成立，主要業務為代訂機票、船票及營辦入境遊，到了1968年由黃士心接手康泰，當時公司只有12名員工。1977年，因為香港立例規定七天有薪勞工假期，故康泰推在出各款東南亞旅行團，以「早機去，晚機返，玩足七天」作宣傳。1980至1990年代初，公司聘任藝人鄭裕玲為代言人。而1986至2015年贊助香港小姐外景拍攝。
康泰1985年於新加坡設立分公司，1992年於深圳開設分社；1999年6月於廣州開設全國首間中港合資旅行社。2000年11月，旅行社投資逾400萬元開設全港首間電話服務中心。
2002年前，康泰旅行社總部於設於荔枝角。2002年2月，由康泰旅行社黃士心或有關人士於以約9,109萬元購入香港金鐘統一中心5樓全層，新總部於同年12月10日開幕，面積達31,410方呎，總部內更設30萬元裝修的豪華桑拿浴廁。
2003年，「沙士」肆虐期間，香港旅遊業面對前所未有的衝擊，康泰嘗試推出停辦了7年的本地遊，結果廣受市民歡迎。同年7月，內地放寬個人遊政策，康泰舉辦「香港非常遊」及與TVB贊助拍攝十三集的「香港非常遊」電視特輯。
2004年由香港小姐楊洛婷小姐為康泰旅遊小姐及代言人。
2011年5月16日，明報報導康泰董事長黃士心證實海航集團已購入康泰51%控股權。市場估計整項交易作價約7億港元。
2018年5月14日，總部由金鐘統一中心5樓全層遷至荃灣中染大廈26樓。同時傳出賣盤消息，將股份悉數轉讓給「勝投國際投資有限公司」，與香港航空母公司海航集團有關。康泰發言人不回應事件。
2019年2月，黃士心父子將持有康泰餘下的49%股權都賣給海航，並辭任康泰董事，正式退出康泰的營運。
截至2020年7月，康泰旅行社在香港有10間分行，其主要同類競爭對手有永安旅遊、星晨旅遊和東瀛遊等。

## 入稟清盤
2022年10月26日，康泰旅行社全線暫停營業，公司前年被入稟清盤，有傳言指下周將面臨正式清盤。康泰旅行社回覆查詢時承認，公司以及門市暫時未能如常運作，但希望以節省成本為考量，暫時只有用最小化成本營運，強調會「保留實力」，直至全面通關為止。
2022年10月28日，康泰旅行社的內地母公司凱撒旅遊集團發佈公告，表示董事會昨日（10月27日）已進行第二次會議，會上通過康泰旅行社資不抵債，正式啟動自動清盤程序。而截至2022年6月30日，康泰總資產為97.27萬元人民幣，淨資產為負6813.45萬人民幣。而同業的東瀛遊表示公司其中一位創辦人曾於康泰任職，承諾優先處理康泰員工的求職申請。10月31日，香港旅遊業僱員總會總幹事林志挺指有數位康泰員工因欠薪、遣散費等問題向工會求助，涉款七到十萬不等。
2022年11月18日，德安華（Kroll）的徐麗雯（Chi Lai Man Jocelyn）及李頌雅（Li Chung Ngai，又稱Anson Li）就康泰債權人自動清盤事宜獲委任為共同清盤人。
2023年11月，中資公司身心投資有限公司購入康泰旅行社商標。

## 其他業務
康泰旅行社自1986年起贊助香港小姐外景拍攝，直至2015年度香港小姐競選開始不再贊助。另一方面，自2002年起，康泰舉辦「狀元旅遊萬里行」，每年免費邀請30名成績優異的高考及會考生，以及家境清貧和品學兼優的學生，免費前往外地遊學及進行交流。康泰在2003年11月聯同名都酒樓合辦「全港公開麻雀王大賽」。
於2020年4月開設網上商店 HT MALL (https://www.htmall.com.hk （页面存档备份，存于）) 售賣旅遊手信等相關商品。

## 管理層
- 前董事長：黃士心
- 前總經理：
  - 劉美詩（1987-2010） [永久]，經常就有關香港人外遊事務接受香港媒體訪問。[21]
  - 黃進達（Jason）（2010-2019）
- 高級副總經理：劉美詩（2016-2017）獲康泰董事長黃士心及其兒子總經理黃進達邀請回歸康泰，其後因私人原因、休息因素於效力一年後，再度向康泰請辭[22]。
- 副總經理：陳建鵬

## 意外
- 1997年8月15日，一個40多人的菲律賓旅行團在馬尼拉灣乘搭觀光船遊覽期間，因嚴重超載及船隻結構有問題釀成沉船意外，7名港人喪生。
- 2010年8月23日，一個康泰旅行團在菲律賓被槍手挾持，全團連領隊共21人，其中6人獲釋，其後當晚19:20後情況惡化，事件導致領隊謝廷駿及7名團友慘死，之後槍手也被警察擊斃，另有7名團友受傷。
- 2011年10月6日，一個康泰旅行團在中國北京一個餐館停車場，當團友準備下車時，一部旅遊巴士突然溜前。當時全團連領隊有24人，其中3人因走避不及而不幸被撞倒喪生，領隊受輕傷。
- 2012年2月，康泰不顧香港政府對菲律賓發出黑色旅遊警告下，聯同一團購網開辦菲律賓旅行團，而且沒有在行程單張寫明菲律賓及黑色旅遊警告。
- 2012年10月23日，康泰土耳其團一名31歲男領隊楊曉峰，在卡帕多細亞（Cappadocia）奇石區一酒店門外打點旅遊巴期間，被高處墜下的大塊石柱重擊其頭部，傷重不治。[23]

## 資料來源及註釋
1. ↑  .   [2022-10-28]. （原始内容存档于2022-10-28）.
2. ↑  . 巴士的報. 2022-10-26  [2022-10-27]. （原始内容存档于2022-10-27）.
3. ↑  .   [2022-10-29]. （原始内容存档于2022-10-29）.
4. ↑  .   [2013-01-03]. （原始内容存档于2014-05-29）.
5. ↑  . 明報. 2022-10-29  [2022-10-29]. （原始内容存档于2022-12-02）.
6. ↑  .   [2019-03-05]. （原始内容存档于2021-04-11）.
7. ↑  香港經濟日報：康泰9100萬購統一5樓，2002年2月21日
8. ↑  星島日報：康泰老闆豪華桑拿益員工，2002年12月11日
9. ↑  明報：康泰非常遊拓展自由行市場，2003年9月27日
10. ↑  康泰「染紅」易手 海航成新主 （页面存档备份，存于） 明報，2011年5月16日
11. ↑  . 蘋果日報. 2018-05-20  [2018-05-24]. （原始内容存档于2021-03-21）.
12. ↑  .   [2019-03-05]. （原始内容存档于2021-03-21）.
13. ↑  .   [2019-03-05]. （原始内容存档于2021-03-21）.
14. ↑  . hket.com. 2020-07-31  [2020-08-15]. （原始内容存档于2021-04-11）.
15. ↑  . 香港01. 2022-10-26  [2022-10-27]. （原始内容存档于2022-11-11）.
16. ↑  . 經濟一週. 2022-10-28  [2022-10-28]. （原始内容存档于2022-10-28）.
17. ↑  . 明報. 2022-10-28  [2022-10-28]. （原始内容存档于2022-11-07）.
18. ↑  歐陽德浩  原文網址: 康泰旅行社清盤｜工會接獲7宗欠薪或遣散散求助　涉款7至10多萬. . 香港01. 2022-10-31  [2022-11-20]. （原始内容存档于2023-03-10） （中文（香港））. 已忽略未知参数|香港01 https://www.hk01.com/article/831126?utm_source= (帮助)
19. ↑  香港特別行政區政府 政府憲報 - 2022年第48期憲報第6號副刊 （页面存档备份，存于）第4頁
20. ↑  . 明報. 2023-12-04  [2024-01-11]. （原始内容存档于2024-01-11）.
21. ↑  .   [2006-08-25]. （原始内容存档于2007-09-27）.
22. ↑  .   [2022-01-31]. （原始内容存档于2021-08-02）.
23. ↑  香港康泰旅行社領隊慘死土耳其  （页面存档备份，存于）

## 外部連結
- 康泰旅行社 （页面存档备份，存于）